# Liste des maires de Vagney
Cette page présente la liste des maires de la ville de Vagney depuis 1790.
| Période                             | Identité                 | Parti | Qualité    |
| ----------------------------------- | ------------------------ | ----- | ---------- |
| 1790                                | ?                        |       |            |
| entre mai et novembre 1800          | Jacques Flageollet       |       |            |
| 29 octobre 1803 (6 brumaire an XII) | Jean-Joseph Minette      |       |            |
| 2 juin 1804 (13 prairial an XII)    | Nicolas Martin           |       |            |
| juin 1806                           | Nicolas Lambert          |       |            |
| 14 octobre 1822                     | Nicolas Louis            |       |            |
| 11 janvier 1826                     | Jean-Baptiste Flageollet |       |            |
| 30 octobre 1831                     | Jean-Pierre Flageollet   |       |            |
| 22 mai 1836                         | Alexis Flageollet        |       |            |
| 4 juillet 1848                      | Jean-Claude Mansuy       |       |            |
| 15 avril 1851                       | Pierre-Dominique Colin   |       |            |
| 11 mars 1852                        | Sébastien Roussel        |       |            |
| 12 août 1852                        | Nicolas-Georges Thomas   |       |            |
| juillet 1870                        | Charles-Philippe Gravier |       |            |
| 1er juin 1871                       | Nicolas-Georges Thomas   |       |            |
| 5 octobre 1876                      | Lambert Aptel            |       |            |
| 20 mai 1888                         | Denis Roussel            |       |            |
| 16 mai 1896                         | Marie-Pierre Robert      |       |            |
| 18 mai 1904                         | Antoine-Emile Gérard     |       |            |
| 10 décembre 1919                    | Alfred-François Chenal   |       |            |
| 20 mai 1925 -                       | Louis-Joseph Boulay      |       |            |
| 10 mai 1945 - 3 novembre 1947       | Claude Laxenaire         |       |            |
| 3 novembre 1947 - 8 mars 1959       | Georges Zimmerman        |       |            |
| 8 mars 1959 - mars 1979             | Joseph Thomas            |       |            |
| mars 1979 - mars 2001               | Jacques Mougin           | DVD   | Enseignant |
| mars 2001 - mars 2008               | Albert Le Névé           | UMP   |            |
| mars 2008 - mars 2014               | Évelyne Bernard          | DVD   |            |
| depuis mars 2014                    | Didier Houot             | DVD   |            |

## Pour approfondir